# Rotala letouzeyana
Rotala letouzeyana är en fackelblomsväxtart som beskrevs av Paul Rodolphe Joseph Bamps. Rotala letouzeyana ingår i släktet Rotala och familjen fackelblomsväxter. Inga underarter finns listade i Catalogue of Life.